# Vitenis

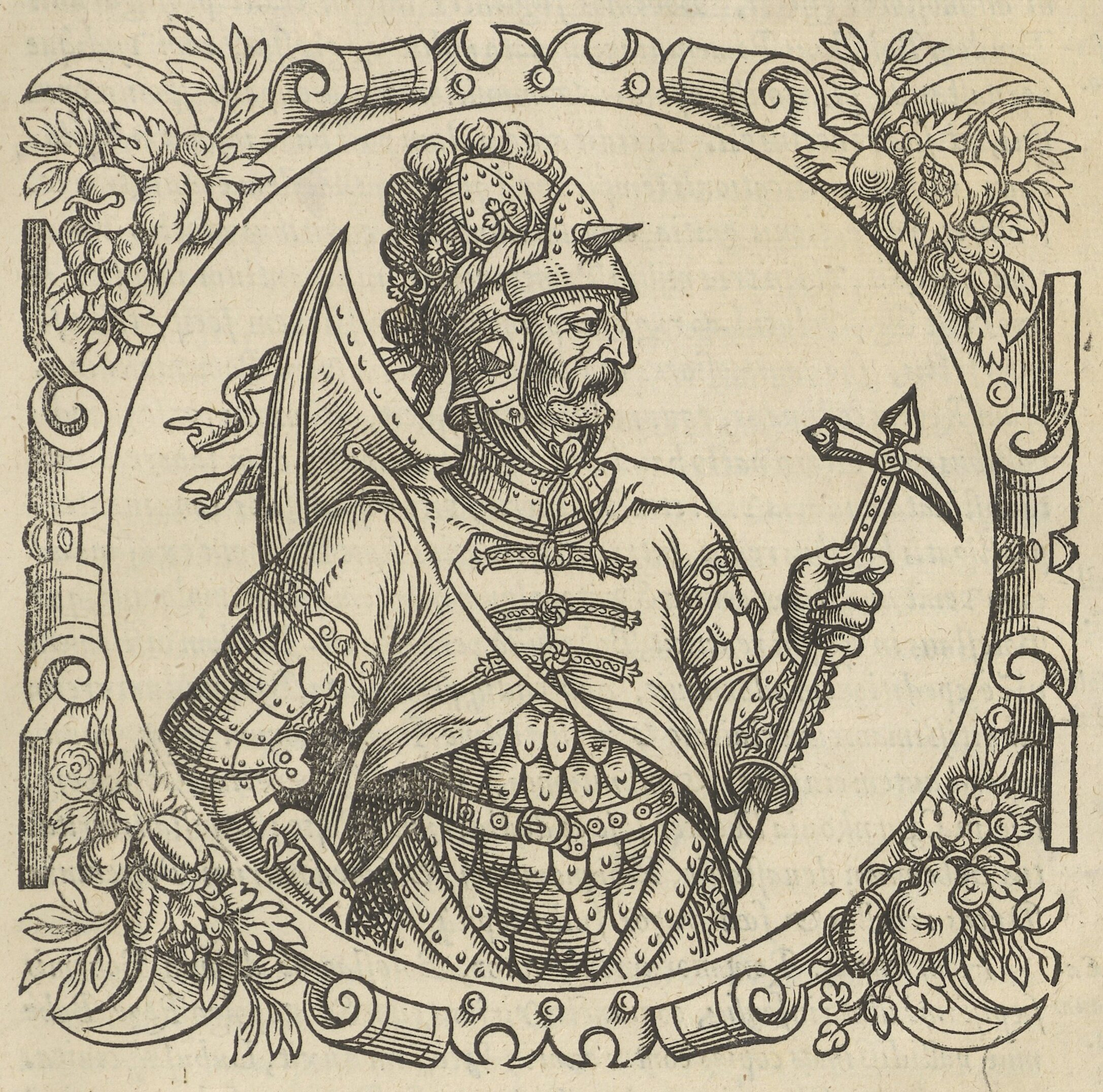
Vitenis, il·lustració de les crònicas d'Alessandro Guagnini, publicades el 1578.

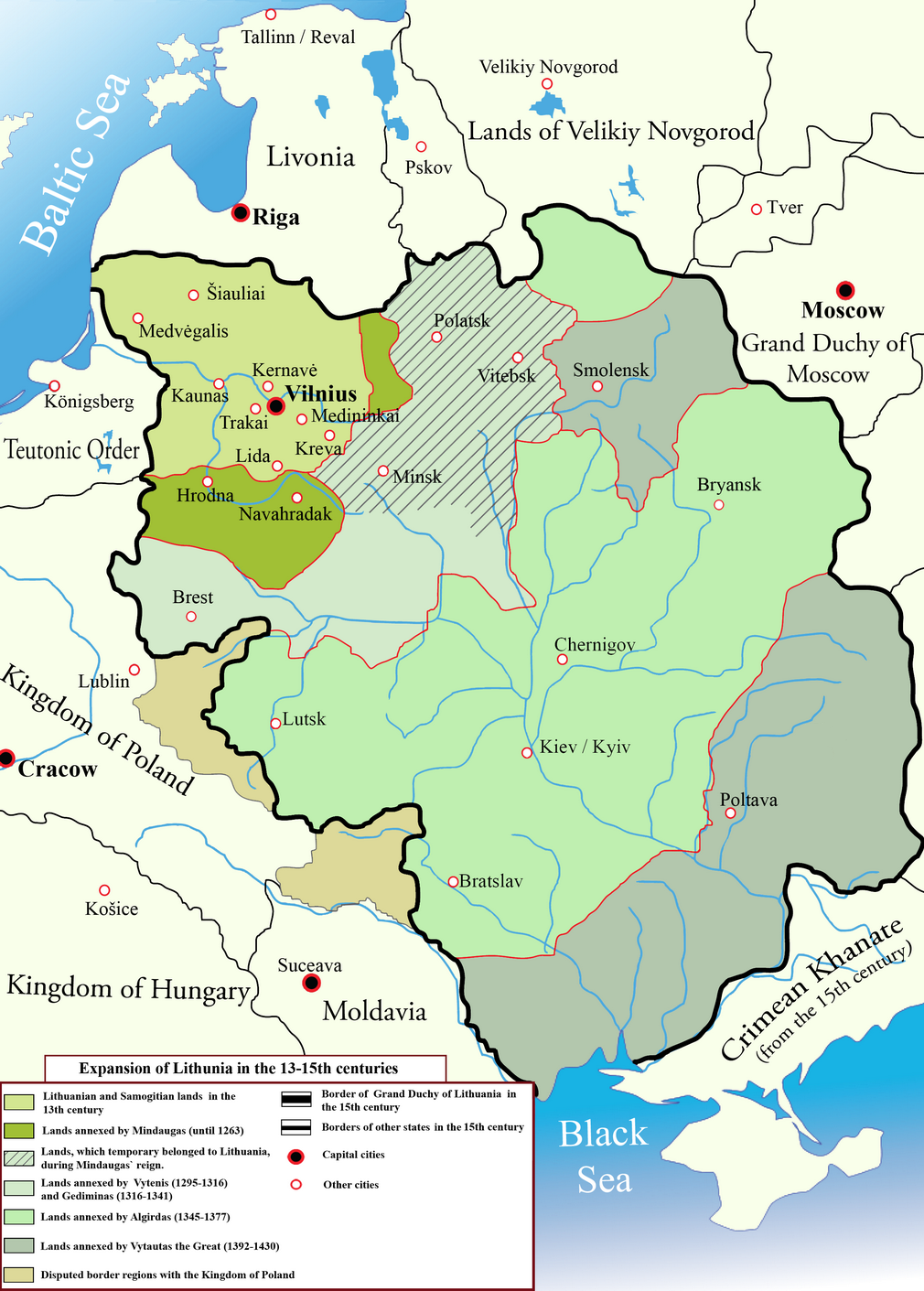
Expansió del Gran Ducat de Lituània, segles XIII i XV.

Vitenis (belarús: Віцень) va ser un Gran Duc de Lituània des de ca. 1295 fins ca. 1316. Va ser el primer dels Gedimínides que va governar durant un període més o menys prolongat. A començaments del segle xiv la seva reputació va eclipsar a la de Gediminas, que és considerat pels historiadors com un dels més grans governants lituans. El govern de Gediminas va estar marcat per guerres constants en un esforç per consolidar el Gran Ducat de Lituània entre els rutens, els masovis i l'Orde Teutònic.

## Guerres
Vitenis és esmentat per primera vegada el 1292 durant la invasió per part del seu pare de Masòvia, un exèrcit de 800 homes va arribar fins Łęczyca. Després de la mort del seu pare, al voltant de 1295, es convertiria en Gran Duc. Vitenis aviat es veuria involucrat en disputes de successió a Polònia,donant suport a Boleslau II de Masòvia, que estava casat amb una duquessa lituana, Gaudemunda de Lituània, i oposant-se a Ladislau I de Polònia. A Rutènia, Vitenis va aconseguir recuperar terres que s'havien perdut després de l'assassinat de Mindaugas i va capturar els principats de Pinsk i Turaŭ.
La croada contra les paganes Lituània i Samogitia es va intensificar fins a un nou nivell a la dècada de 1290 en ésser conquerits per l'Orde Teutònic i l'Orde Livonià i d'altres pobles bàltics. Durant el regnat de Vitenis es va establir i es va enfortir una xarxa de castells defensius al llarg de les ribes dels rius Niemen i Jūra; els Cavallers van correspondre alhora amb els seus propis castells a la riba oposada. Durant aquest període, l'Orde Teutònic estava intentant establir un passadís al llarg de la mar Bàltica, a Samogitia, per unir les seves possessions als de l'Orde Livonià al nord, per la qual cosa durant el regnat de Vitenis van organitzar unes vint campanyes sobre aquest territori. Vitenis va prendre mesures per soscavar la influència dels nobles samogitis, com és evidenciat pels creixents nombres de refugiats i traïcions.Sembla que Gediminas ajudava Vitenis a controlar els nobles, que consideraven seriosament convertir-se en colons a Prússia com a vassalls de l'Orde Teutònic. L'orde també va consolidar el seu control sobre Zemgale, on els lituans tenien guarnicions des de la batalla d'Aizkraukle. L'Orde va capturar el castell de Daugavpils l'any 1313, que estava controlat pels lituans des de 1281.

## Mort i successió
Vitenis va morir al voltant de 1315 sense un hereu. Les circumstàncies que envolten la seva mort no són conegudes. Durant molt de temps els historiadors russos afirmaven que havia estat impactat per un llamp. Tanmateix, pel que sembla es tractava d'una errada d'un escrivà rus, que va traduir malament la propaganda teutònica sobre que Gediminas havia matat el seu protector Vitenis i havia usurpat el seu tron. Vitenis és esmentat per última vegada al setembre de 1315 durant l'infructuós setge de Christmemel, el primer castell construït pels Cavallers Teutònics a la riba dreta del riu Niemen. Els historiadors tenen evidències que Vitenis només va tenir un fill, Žvelgutis (Swalegote), qui possiblement moriria abans que el seu pare. Aquesta situació va permetre a Gediminas, germà de Vitenis, convertir-se en Gran Duc de Lituània. Durant el seu regnat el Gran Ducat es convertiria en un important poder militar i polític a Europa Oriental.